# Soneacine, Krîjopil
Soneacine (în ucraineană Сонячне) este un sat în comuna Holubece din raionul Krîjopil, regiunea Vinnița, Ucraina.

## Demografie
Componența lingvistică a localității Soneacine
     Ucraineană (99,26%)
     Alte limbi (0,74%)
Conform recensământului din 2001, majoritatea populației localității Soneacine era vorbitoare de ucraineană (99,26%), existând în minoritate și vorbitori de alte limbi.